# Giannantonio Selva
Giannantonio Selva, znany też jako Giovanni Antonio Selva (ur. 2 września 1751 w Wenecji, zm. 22 stycznia 1819 tamże) – włoski architekt epoki klasycyzmu, znany najbardziej z projektu weneckiego Teatro La Fenice oraz innych budowli sakralnych i świeckich w Wenecji i miejscowościach Wenecji Euganejskiej.

## Życiorys i twórczość
Giannantonio Selva urodził się 2 września 1751 roku w Wenecji jako syn Lorenza i Anny Bianconi. Jego ojciec, autor eseju Sei Dialoghi ottici teorico-pratici... z 1787 roku, oraz dziadek Domenico, znany wytwórca soczewek i teleskopów z warsztatem w dzielnicy (sestiere) San Marco, byli znajomymi hrabiego Francesca Algarottiego, któremu Lorenzo zadedykował w 1761 roku broszurę z opisem instrumentów optycznych skonstruowanych przez Domenica. Ich pobyt w willi Algarottich miał decydujące znaczenie dla edukacji młodego Giannantonia. Zasadniczy wpływ na Selvę w zakresie architektury praktycznej i teoretycznej wywarł architekt Tommaso Temanza, uczeń Giovanniego Scalfarotta. Według Bartolomea Gamby Selva miał się uczyć technik rysunkowych od Pietro Antonio Novellego, a zasad perspektywy od Antonia Visentiniego.
W latach 1778–1780 wraz z przyjacielem Antonio Canovą Selva przebywał w Rzymie, gdzie poznał Giacoma Quarenghiego. W 1778 roku na zlecenie senatora Abbondia Rezzonica wykonał dekorację sali muzycznej w pałacu Campidoglio. W tym samym roku na zlecenie ambasadora Republiki Weneckiej, Girolama Zuliana podjął próbę udekorowania sali balowej Palazzo Venezia.
16 czerwca 1781 roku Selva przybył z Ostendy do Dover rozpoczynając swoją jedyną wizytę w Anglii. Pierwszego września wyruszył w drogę powrotną.  Z podróży tej zachowały się pisemne zapiski. Selva był jedynym włoskim architektem, o którym wiadomo, że podróżował wówczas do Anglii i zarazem jednym z nielicznych Włochów, którzy kiedykolwiek odbyli taką podróż. Natomiast podróże osiemnastowiecznych studentów-architektów z Wielkiej Brytanii do Włoch były tak częste, że niemal powszechne, choć niewielu z nich prowadziło tak drobiazgowy dziennik jak Selva.
Podczas podróży do Holandii i Anglii Selva oglądał różne dokonania architektów Williama i Roberta Adama, przez co nabrał zamiłowania do dekoracji wnętrz w stylu klasycystycznym. Po powrocie do Wenecji odnowił w tym stylu  kilka rezydencji patrycjuszowskich.
Po 1784 roku zaprojektował najwyższe piętra pałacu Smith Mangilli Valmarana wraz z nowym wystrojem wnętrz.
W 1786 roku uzyskał dyplom rzeczoznawcy uprawniający do wykonywania zawodu architekta, a w roku następnym został mianowany profesorem architektury statycznej na Akademii Sztuk Pięknych w Wenecji, którą to funkcję pełnił do 1797 roku. W 1808 roku, już w okresie Królestwa Włoch, został mianowany dyrektorem-inżynierem Fabbriche Comunali (Budowli Miejskich). Pracował jako architekt głównie w regionie Wenecji Euganejskiej, projektując liczne dzieła, niektóre o znacznym oddziaływaniu urbanistycznym.
Wzorcowym budynkiem zaprojektowanym przez Selvę pozostaje teatr La Fenice. W 1787 roku Towarzystwo Szlacheckie podjęło decyzję o wzniesieniu nowego teatru w Wenecji, w lutym 1789 roku zlecono Selvie zbadanie terenu wskazanego pod budowę, a 1 listopada ogłoszono konkurs na projekt. Jury wybrało projekt Selvy. W 1790 roku rozpoczęto prace budowlane, a 16 maja 1792 roku zainaugurowano działalność teatru. Kiedy w 1836 roku budynek teatru strawił pożar, bracia Meduna, uczniowie Selvy zdołali odbudować teatr z dużą wiernością pierwotnemu projektowi.

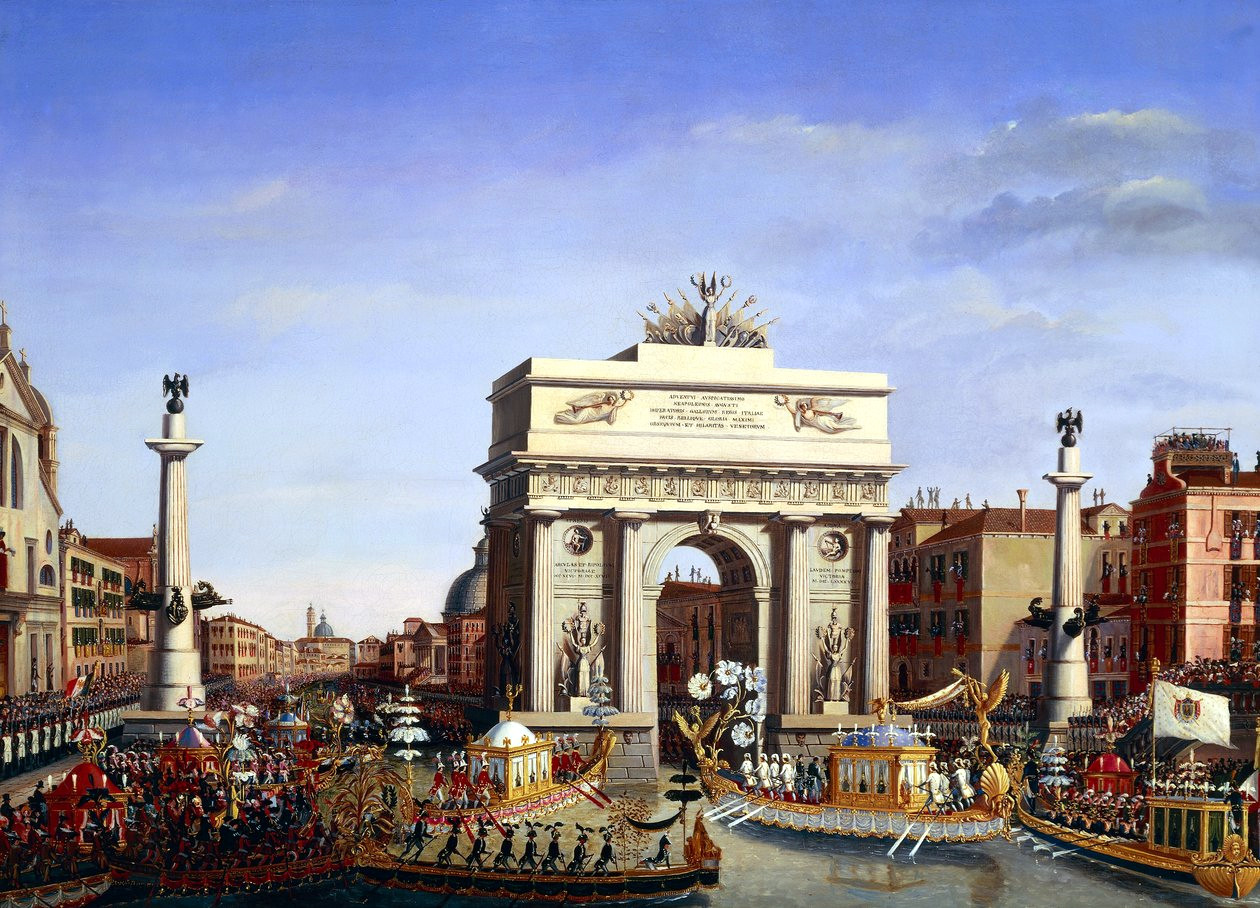
Łuk triumfalny, wzniesiony ok. 1807 na cześć Napoleona wpływającego z orszakiem do Wenecji (nie zachowany)

W latach 1795–1806 Selva przebudował w stylu klasycystycznym kościół San Maurizio. Po jego śmierci prace budowlane dokończył Antonio Diedo.
W latach 1807–1811 zrealizował projekt adaptacji kościoła Santa Maria della Carità, klasztoru kanoników laterańskich i Scuola Grande di Santa Maria della Carità na Gallerie dell’Accademia.
W 1807 roku z okazji wjazdu do miasta Napoleona Bonaparte, króla Włoch Selva zbudował łuk triumfalny nad Canal Grande. Wygląd tej konstrukcji znany jest z obrazu Giuseppe Borsata, przedstawiającego to wydarzenie. Kolejnym dziełem o znaczeniu urbanistycznym był projekt cmentarz św. Krzysztofa, którego budowę rozpoczęto w 1808 roku. Jednak późniejsze zmiany, dokonane po 1870 roku przez Annibale Forcelliniego, zatarły pierwotny układ.
Następnym dokonaniem Selvy stał się projekt ogrodów Ogrodów Napoleońskich (Giardini Napoleonici) w dzielnicy (sestiere) Castello z 1810 roku, będący częścią planu upiększania miasta, przyjętego w 1807 roku przez Commissione d’Ornato. Wytyczona została aleja (obecnie via Garibaldi) oraz tereny zieleni. W celu realizacji projektu wyburzono szereg budowli, głównie sakralnych.
Jednym z ostatnich jego dzieł był projekt kościoła Nome di Gesù z 1815 roku, który ukończył w 1834 roku Antonio Diedo.
Selva zmarł w Wenecji 22 stycznia 1819 roku.

## Spuścizna
Selva, znany jako zwycięzca konkursu na projekt teatru La Fenice, był, razem ze swoimi przyjaciółmi Antonio Canovą i Leopoldem Cicognarą, czołową postacią okresu klasycystycznego w Wenecji. Był autorem stonowanych, eleganckich i „nowoczesnych” dokonań architektonicznych zarówno w mieście, jak i poza nim. Jednak najbardziej oryginalnym aspektem jego pracy jest działalność jako urbanisty, który opracował pierwszy „plan regulacyjny” Wenecji oraz stworzył obiekty usługowe i publiczne dobrze dostosowane do zasad nowoczesnego miasta, a jednocześnie w znacznym stopniu szanujące jego charakter i tysiącletnią historię.

## Dzieła

### Budowle świeckie

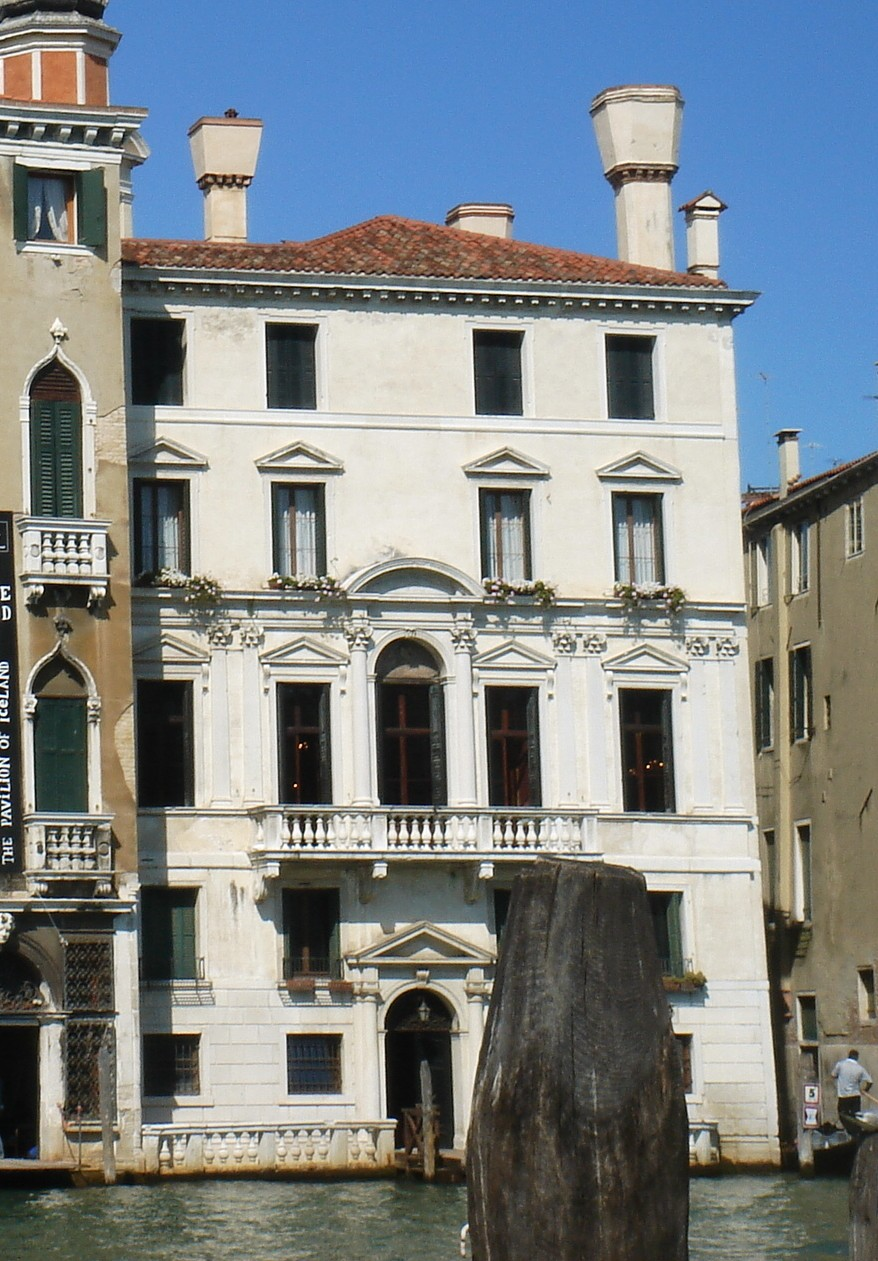
Palazzo Smith Mangilli Valmarana przebudowa po 1784
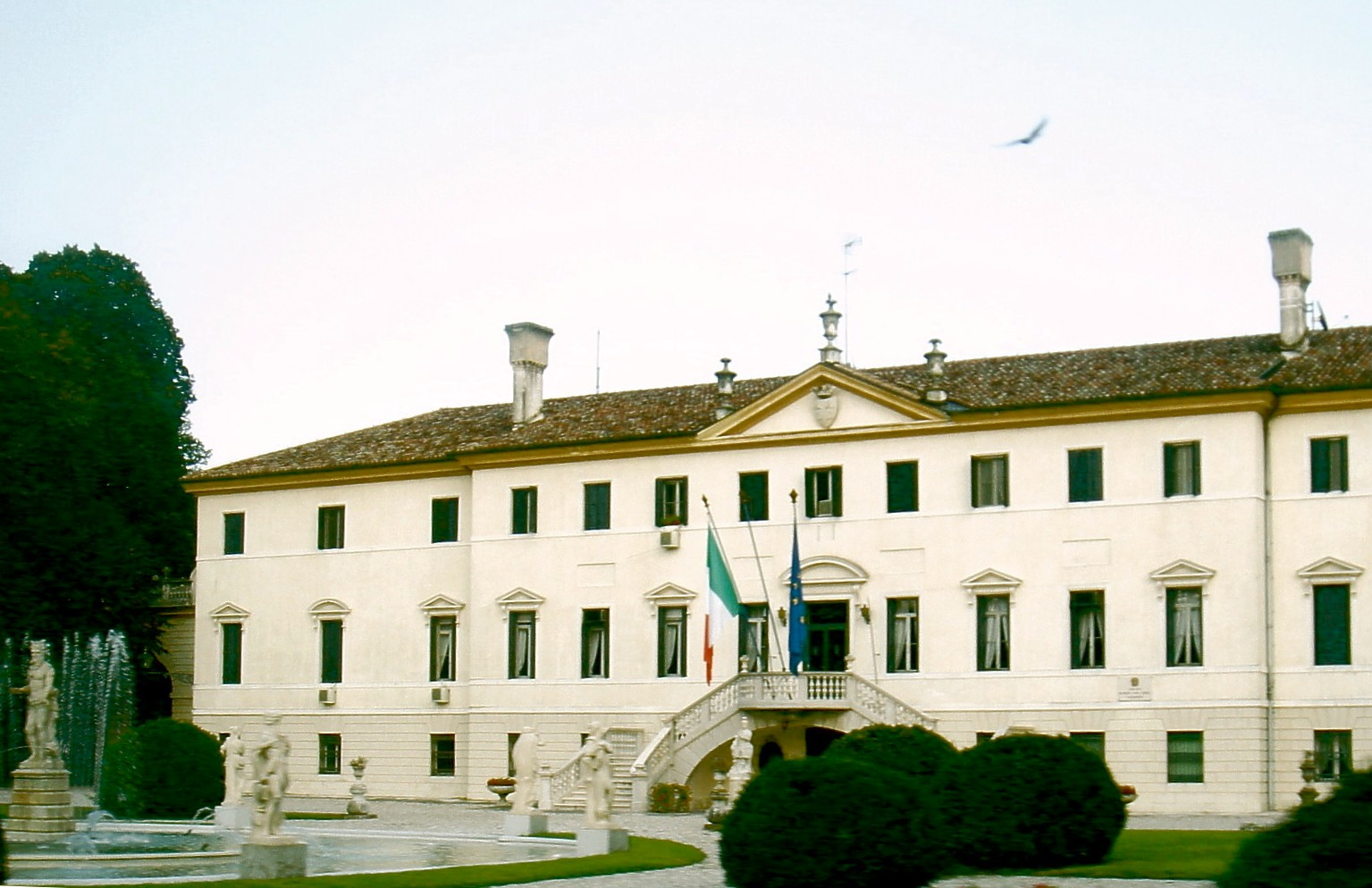
Villa Manfrin detta Margherita, Treviso, koniec XVIII w.
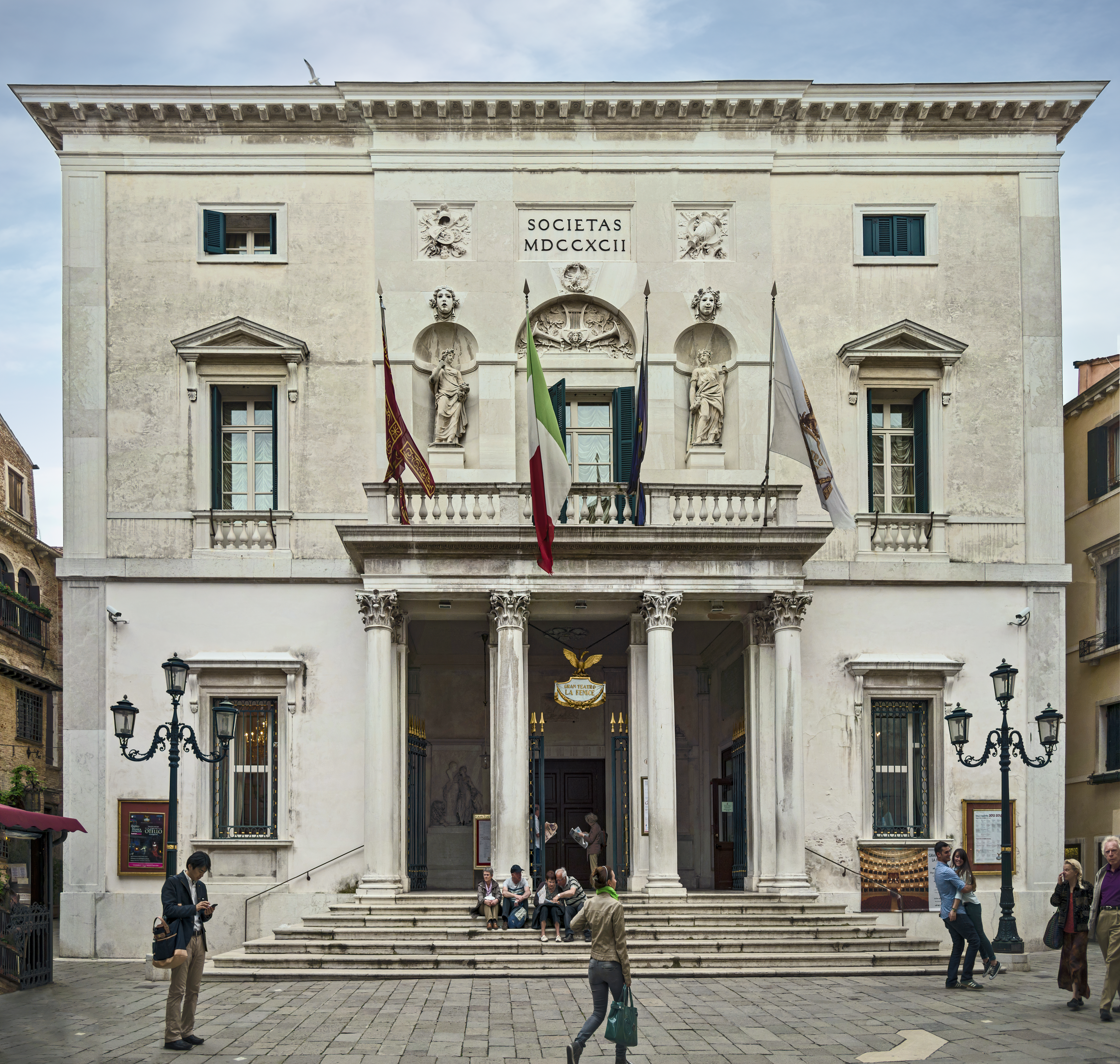
Teatro La Fenice, 1790–1792
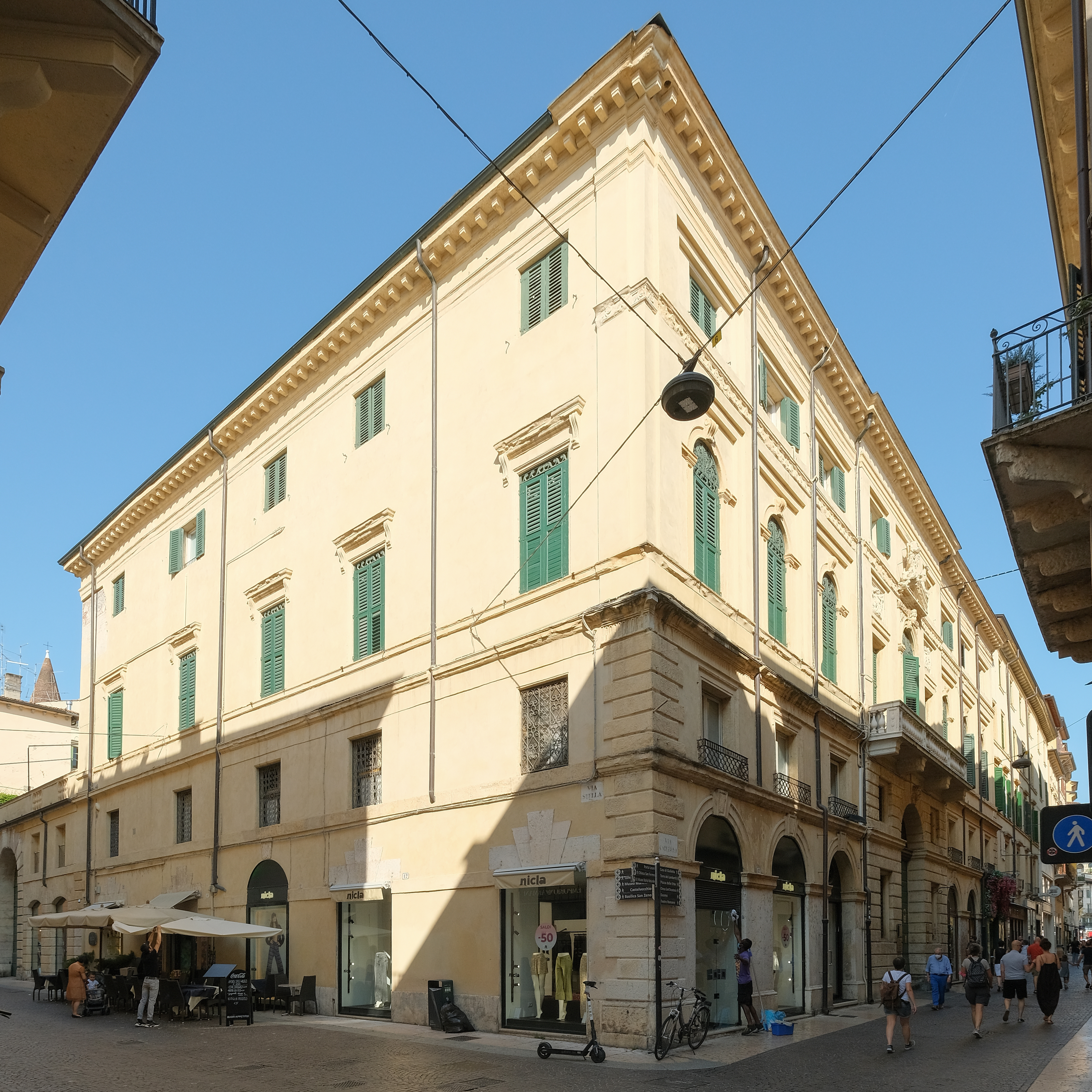
Palazzo Negri, Werona, koniec XVIII w.
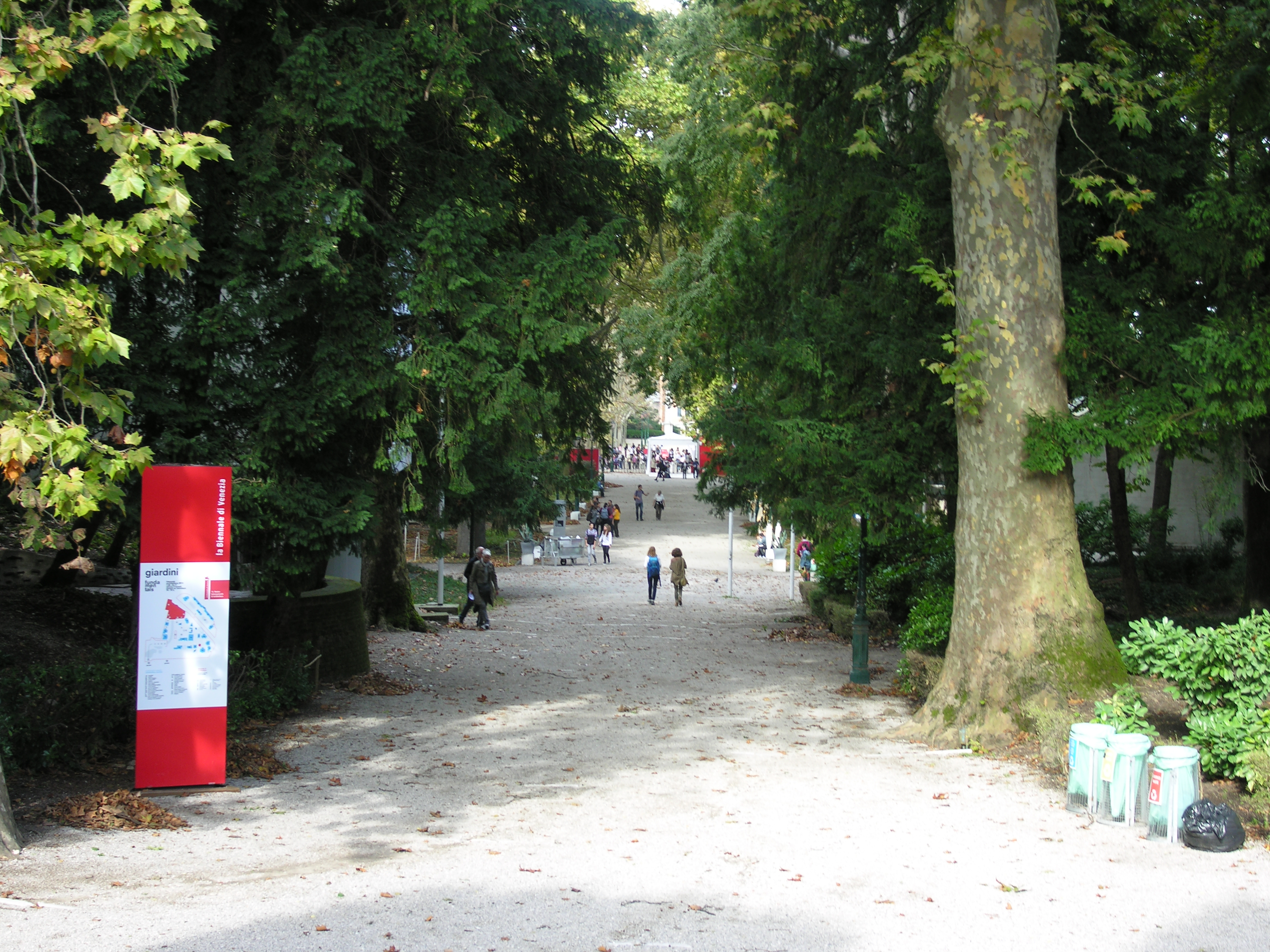
Giardini Napoleonici, 1810

### Budowle sakralne

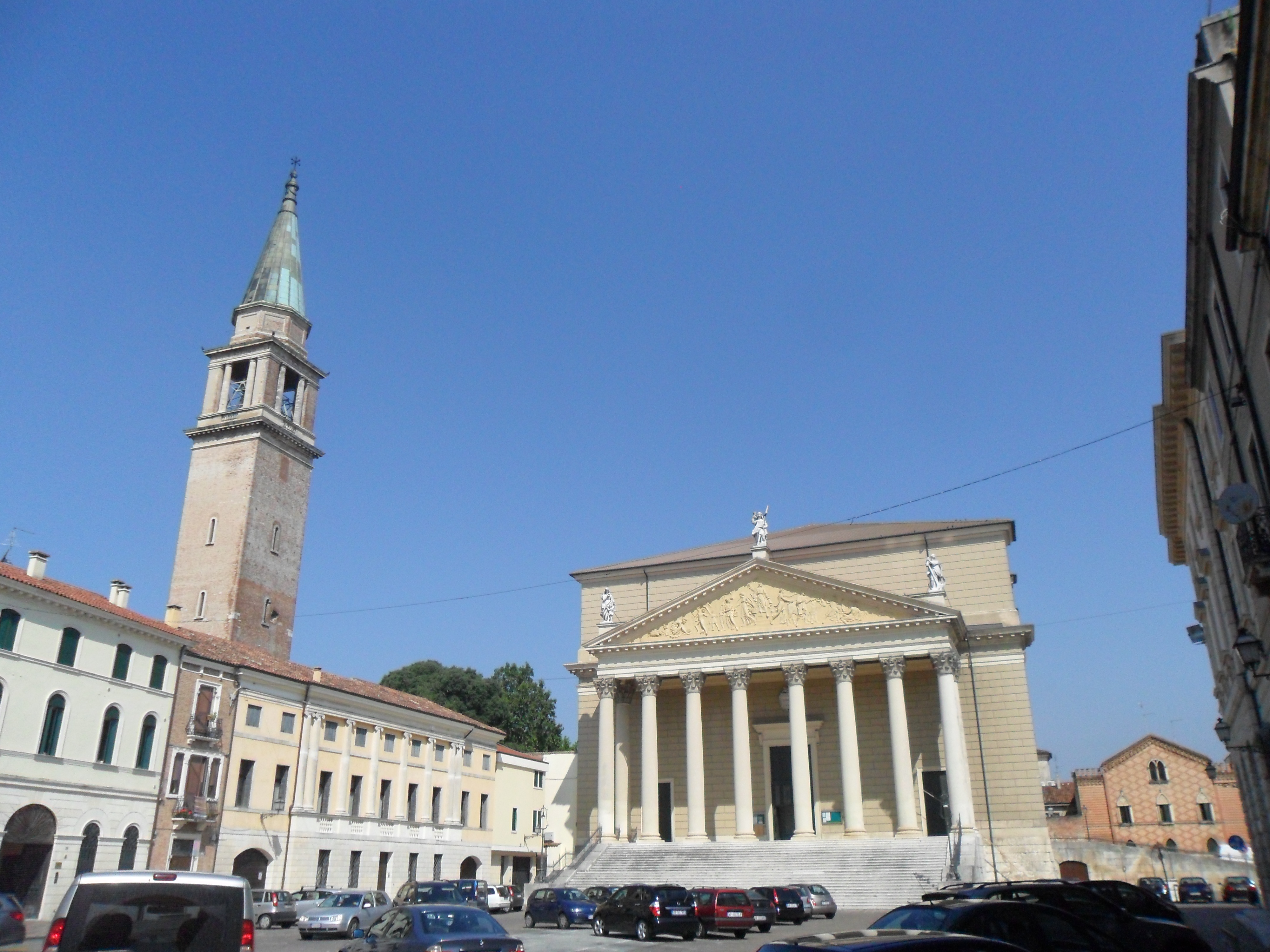
Katedra w Cologna Veneta, pocz. XIX w.
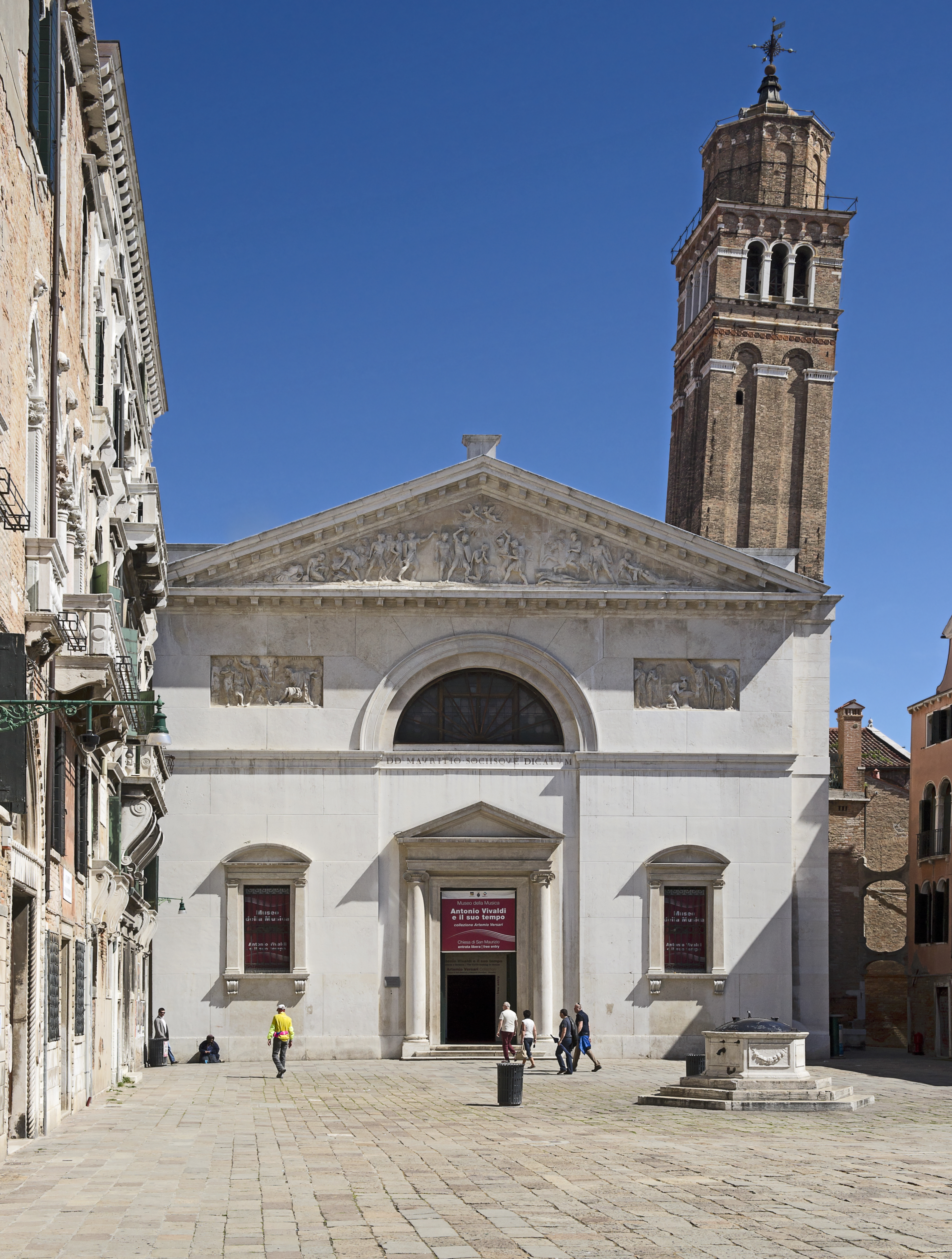
Kościół San Maurizio, 1795–1806 (przebudowa)
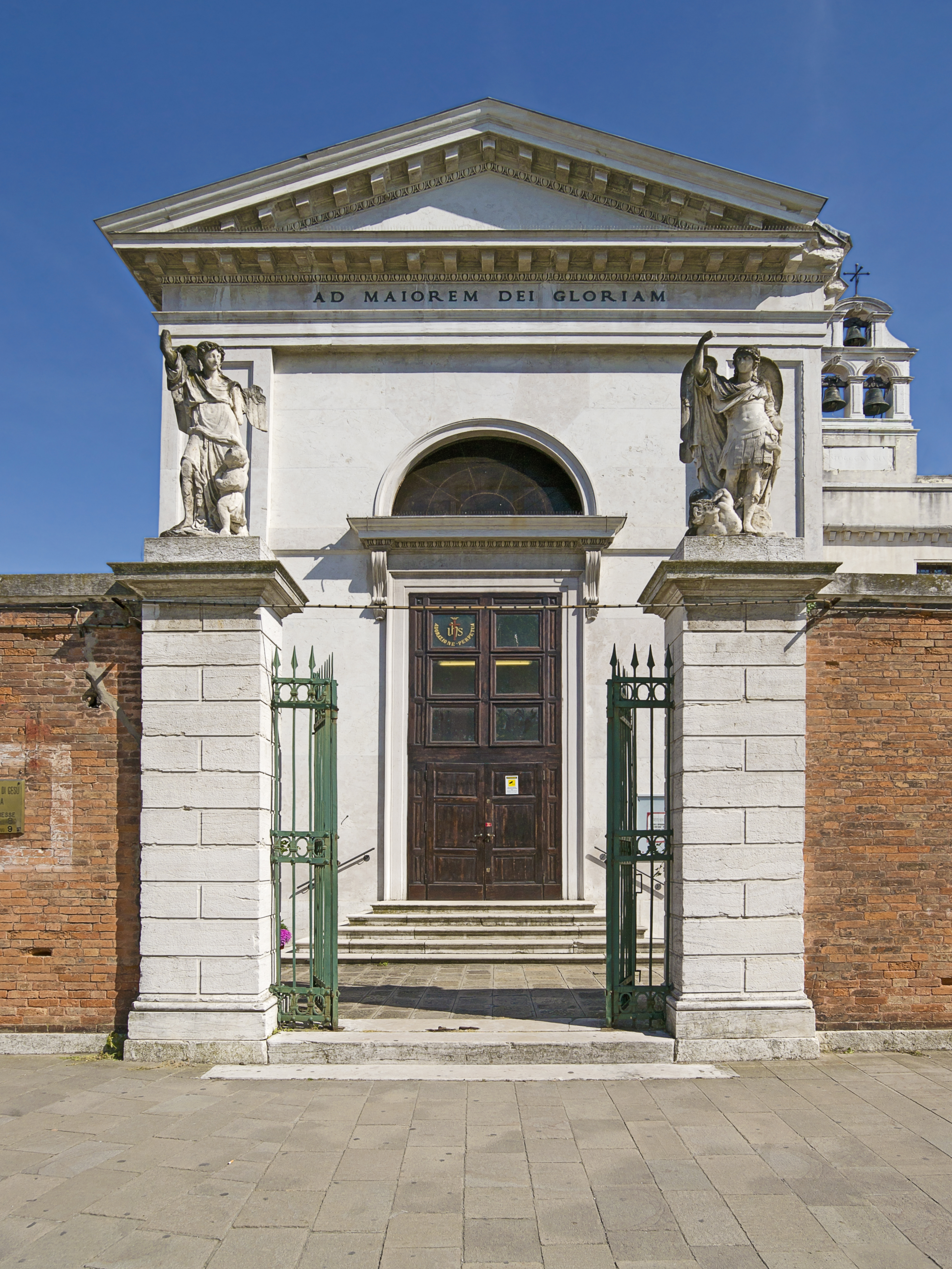
Kościół Nome di Gesù, 1815–1834
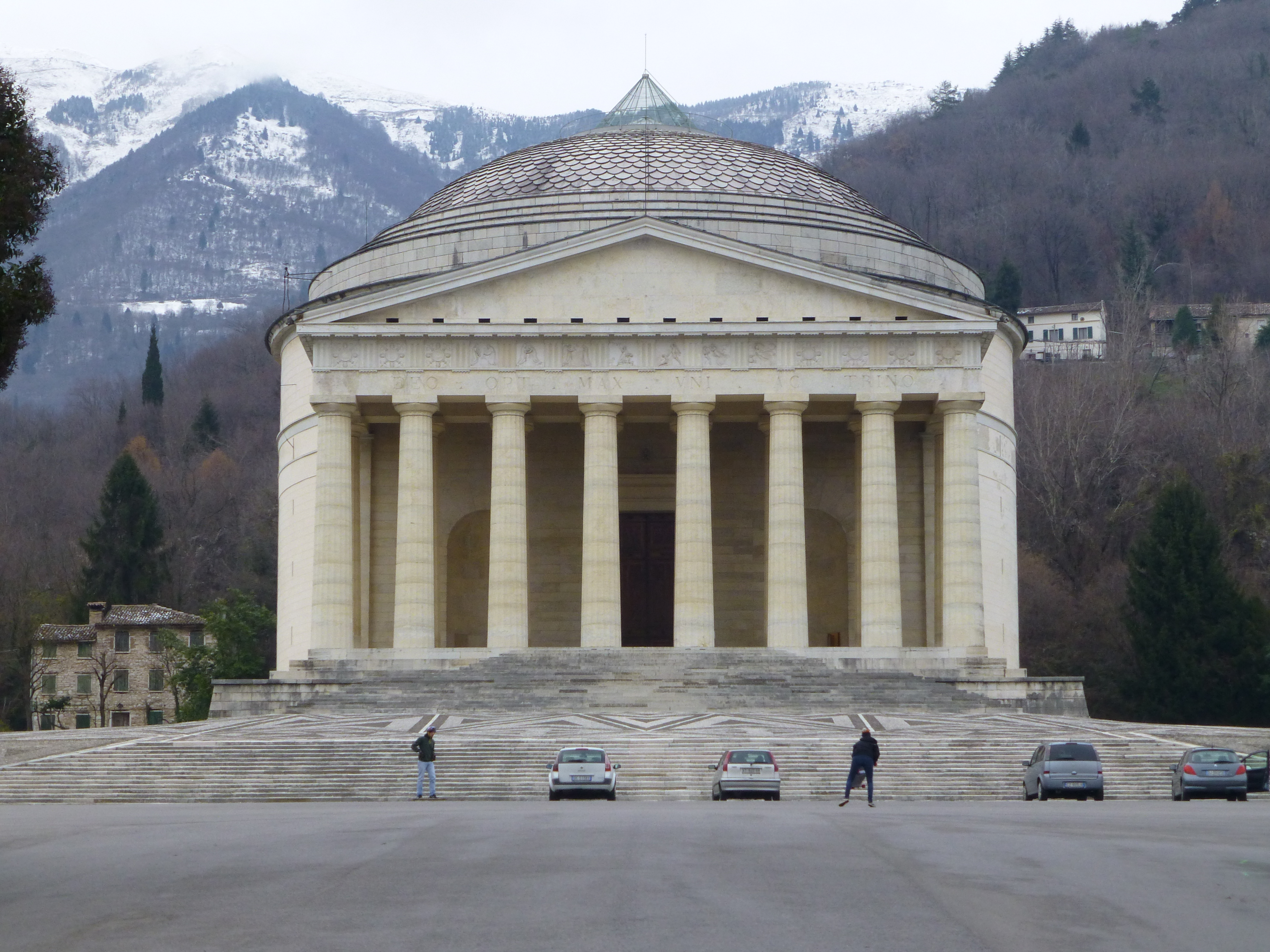
Tempio Canoviano, Possagno, 1818, projekt przebudowy